# بدریخوف (ناحیه بلانسکو)
بدریخوف (به چکی: Bedřichov) یک منطقهٔ مسکونی در جمهوری چک است که در ناحیه بلانسکو واقع شده‌است. بدریخوف ۶٫۲۸ کیلومتر مربع مساحت و ۲۴۴ نفر جمعیت دارد و ۶۰۳ متر بالاتر از سطح دریا واقع شده‌است.